# Viktor Stein
Viktor Stein (* 9. Juli 1876 in Pribram, Böhmen; † 28. April 1940 im Konzentrationslager Sachsenhausen) war ein österreichischer Politiker der Sozialdemokratischen Arbeiterpartei (SdP).

## Ausbildung und Beruf
Nach philologischen und philosophischen Studien wurde Viktor Stein Redakteur der Wochenzeitung "Der Metallarbeiter". Er war auch Angestellter der Metallarbeitergewerkschaft und der Arbeiterkammer. Außerdem war er Mitarbeiter von "Arbeit und Wirtschaft" und der Zeitschrift "Der Industrieangestellte".

## Politische Funktionen
- 1923–1932: Mitglied des Wiener Gemeinderates

## Politische Mandate
- 7. Dezember 1926 bis 18. Mai 1927: Mitglied des Nationalrates (II. Gesetzgebungsperiode), SdP
- 2. Dezember 1930 bis 17. Februar 1934: Mitglied des Nationalrates (IV. Gesetzgebungsperiode), SdP

## Sonstiges
Viktor Stein musste 1934 in Haft. Im Jahr 1938 hatte er eine Hochverratsanklage, wurde aber freigesprochen, beim Verlassen des Landesgerichtes von der Gestapo aber wieder verhaftet und verschleppt, am 27. Dezember 1939 ins Konzentrationslager Sachsenhausen deportiert, wo er am 28. April 1940 umkam.